# Dan Gilbert (Unternehmer)

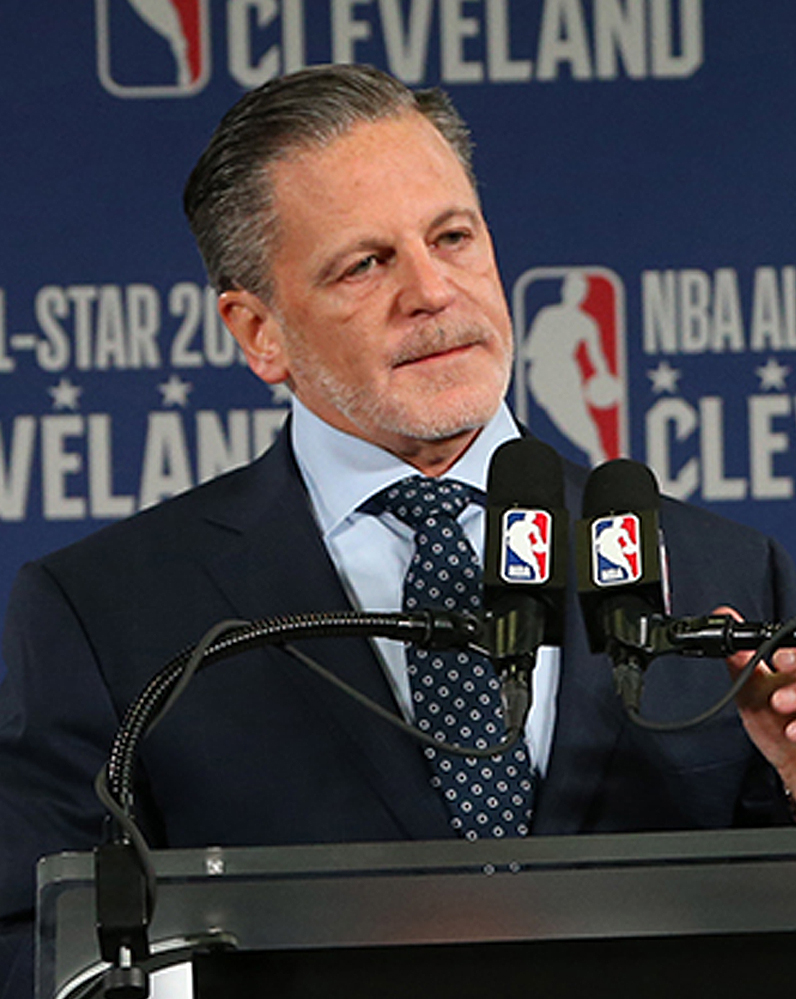
Dan Gilbert

Daniel Gilbert (* 17. Januar 1962 in Detroit) ist ein US-amerikanischer Unternehmer und Investor. Er gehört zu den Gründern und Hauptaktionären des Hypothekenfinanzierers Quicken Loans und er besitzt mehrere Sportteams, darunter das Basketballfranchise Cleveland Cavaliers. Im April 2022 wurde sein Vermögen auf 22 Milliarden US-Dollar geschätzt, womit er zu den reichsten Personen in den Vereinigten Staaten gehört.

## Biografie
Gilbert wurde als Sohn einer jüdischen Familie in Detroit im Bundesstaat Michigan, geboren. Er wuchs im Vorort Southfield in der Nähe von Detroit auf. Er erwarb seinen Bachelor an der Michigan State University und einen Juris Doctor an der Wayne State University Law School und ist Mitglied der Anwaltskammer des Bundesstaates Michigan. Während seines Studiums erwarb er eine Lizenz als Immobilienmakler und während seines Jurastudiums arbeitete er Teilzeit für Century 21 Real Estate.
Gemeinsam mit seinem jüngeren Bruder Gary Gilbert gründete er 1985 Rock Financial, nachdem er erkannte, dass das größere Potenzial in der Vergabe von Hypotheken und nicht im Verkauf von Häusern lag. Das Unternehmen wuchs zu einem der größten unabhängigen Hypothekenfinanzierer in den Vereinigten Staaten heran und lancierte Ende der 1990er Jahre seine Internet-Strategie und positionierte sich schnell als der am schnellsten wachsende Online-Hypothekenfinanzierer. Im Jahr 2000 erwarb der Softwarehersteller Intuit Rock Financial. Intuit benannte die nationale Web-Operation in Quicken Loans um.
Im Jahr 2002 erwarb Gilbert gemeinsam mit einer Gruppe von Privatinvestoren Quicken Loans von Intuit zurück. Daneben wurde er 2005 Mehrheitseigentümer der Cleveland Cavaliers, welche in der National Basketball Association spielen. Seit 2007 besitzt er auch die Cleveland Monsters, welche in der American Hockey League spielen. Gilbert ist auch Gründungspartner der Private-Equity-Gruppe Rockbridge Growth Equity. Sie investiert in wachsende Unternehmen in den Bereichen Finanzdienstleistungen, Internet-Technologie, Verbraucher-Direktmarketing sowie in der Sport- und Unterhaltungsindustrie. Daneben hält er Anteile an mehreren weiteren Unternehmen. 
Er ist mit Jennifer Gilbert verheiratet und Vater von fünf Kindern. Im September 2012 schlossen sich Gilbert und seine Frau Jennifer The Giving Pledge an und verpflichteten sich, die Hälfte ihres Vermögens für philanthropische Zwecke einzusetzen. Im Jahr 2015 gründeten Dan und Jennifer Gilbert die Gilbert Family Foundation.
2020 wurde Quicken Loans unter dem Namen Rocket Companies an der Börse notiert. Durch den Börsengang stieg Gilbert zu den reichsten Amerikanern auf.